# Уговор с Богом
Уговор с Богом је први графички роман (роман у стрипу) Вила Ајзнера сматра се једним од првих и најважнијих савремених графичких романа. Прво издање објављено је у Њујорку 1978. године. Ово Ајзнерово дело представља прекретницу у уметности стрипа и почетак нове ере у којој аутори стрипова слободније могу да се баве озбиљним темама, ослобођени уверења да стрип првенствено мора да буде духовит или забаван, а првенствено једноставан. Графичким романом Уговор с Богом Ајзнер је стрип увео у књижевност.
Године 2005. Ајзнер је поново објавио овај роман, заједно са још два раније објављена, као трилогију The Contract with God Trilogy: Life on Dropsie Avenue На српском језику је објављена прва књига из ове трилогије под насловом Уговор с Богом - трилогија књига прва у издању издавачке куће Самиздат Б92

## О роману
Роман Уговор с Богом бави се, у слици и речи, драмом града и његових становника. Роман обухвата четири приче: Уговор с Богом (A Contract With God), Улучни певач (The Street Singer), Настојник (The Super) и Cookalein. Радња свих прича смештена је у Бронкс, једну од пет градских области града Њујорка, прецизније у измишљеној Авенију Дропси, у 30-те године 20. века - време Велике депресије. Приче нису повезане, али на својеврстан начин причају исту причу о егзистенцији у урбаној средини, осликавајући живот досељеника у сиромашној градској четврти Њујорка, са јединственим освртом на емоције и карактер главних ликова, као и морални аспект њихових поступака.
Обзиром на популарност коју је овај роман стекао убрзо по објављивању невероватно звучи чињеница да је Вил Ајзнер имао проблем да нађе издавача за ово своје капитално дело. Роман је 1978. године, без икакве помпе, објавила издавачка кућа Baronet Books. У то време ни једна од водећих издавачких кућа није се усудила да објави једно овакво дело јер нико није очекивао да ће овај роман деценијама опстати на тржишту. Вероватно је то један од разлога што га је издавач првог издања објавио у јефтином, меком повезу. До тренутка када Ајзнер пише предговор за ново издање у оквиру трилогије (2005) књига је преведена на 11 језика.
Арт Шпигелман, аутор чувеног стрипа - графичког романа Маус о овом делу је рекао:
| „ | Инспирација за неколико будућих генерација стрип-цртача. | ” |

Наслов ове књиге, а касније и трилогије, Ајзнер је одабрао према првој, уводној причи, која је истовремено и идеја водиља свих осталих прича. На идеју да направи један овакав роман Ајзнер је дошао подстакнут радом експерименталних графичких уметника 20-их и 30-их година 20. века, који су у то време објавили неколико озбиљних романа испричаних у слици, без текстова. Назвао га је графичким романом како би удовољио захтевима свог издавача и тиме увео како у стрип, тако и у књижевност нову категорију уметничког дела.

### Аутобиографски елементи дела
Графички роман Уговор с Богом добрим делом има аутобиографски карактер. Све приче одвијају се у малим, јефтиним, изнајмљеним становима у каквима је и сам Ајзнер, као син јеврејских имиграната, одрастао. Главни ликови припадају миљеу обичних, малих људи, додатно осиромашених Великом депресијом. Сам Ајзнер морао је, управо због исте такве ситуације у којој се нашла и његова породица, да почне да доприноси породичном буџету већ као тринаестогодишњи дечак. Младост проведена у релативном сиромаштву и искуство одрастања у изнајмљеним њујоршким становима постали су инспирација не само за овај, већ и за велики број других графичких романа Вила Ајзнера.

## Трилогија
Неколико месеци пред крај живота Ајзнер је одлучио да уједини три своја највећа полуаутобиографска графичка романа у јединствену трилогију Уговор с Богом - трилогија (The Contract With God Trilogy):
- Књига 1. Уговор с Богом (A Contract With God), оригинално објављена 1978.
- Књига 2. Снага живота (A Life Force), оригинално објављена 1988.
- Књига 3. Авенија Дропси (Dropsie Avenue), оригинално објављена 1995.

Смештена у време Велике депресије, ова књижевна трилогија представља ризницу готово митских прича о горко-слатком животу Ајзнерове младости. Са двадесетак нових илустрација и Ајзнеровим предговором ова трилогија приповеда епску причу о животу, смрти и васкрсењу док истражује човеков однос према богу. Ова очаравајућа фиктивна хроника универзалног искуства америчког имигранта представља Ајзнерову најзначајнију и најдуговечнију заоставштину.
У Србији је, у издању издавачке куће Самиздат Б92 објављена само прва књига из ове трилогије.